# Estúdios Globo

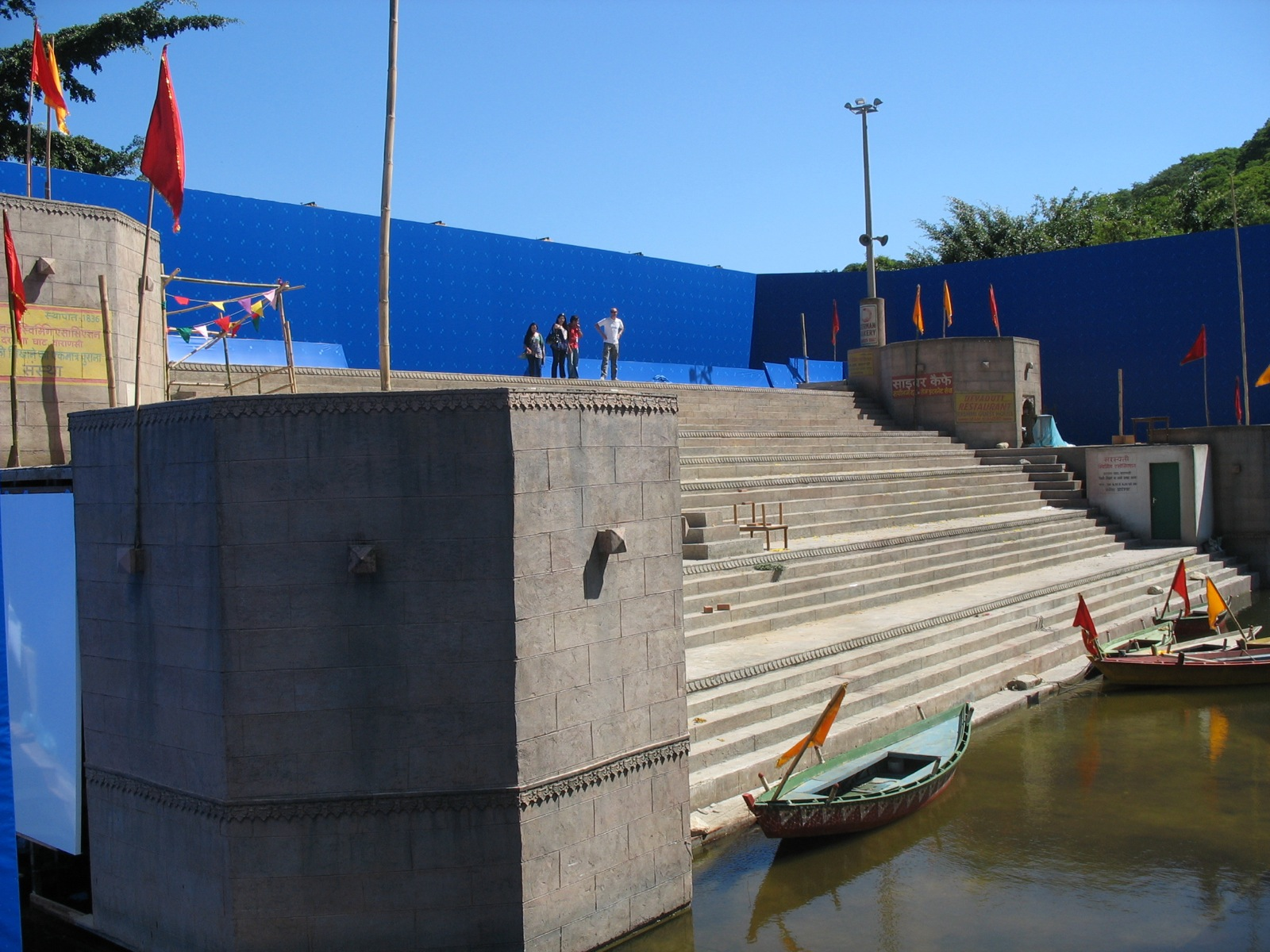
Reproducción del río Ganges de la telenovela India - Una historia de amor en la ciudad escenográfica de Estúdios Globo.

Estúdios Globo, antes conocido como Projac (abreviación de Projeto Jacarepaguá o Proyecto Jacarepaguá), es un complejo de producción de la cadena de televisión brasilera TV Globo. Está ubicado entre los barrios Jacarepaguá y Curicica en la zona oeste de Río de Janeiro, al lado del Parque Estadual Pedra Branca.
Fue inaugurado el 2 de octubre de 1995 y es considerado como el mayor centro de producción televisiva de América Latina, con una superficie total de 400 mil metros cuadrados de área construida y utilizada. Pero el área total es de alrededor de 1,6 millones de pies cuadrados, incluyendo el bosque alrededor del área utilizada que también pertenece a TV Globo.[cita requerida]

## Historia
Los estudios de la TV Globo fueron inaugurados el 26 de abril de 1965, fueron chicos para las producciones del canal. En 1980 se constató que las instalaciones de la cadena se volverían inadecuadas en poco tiempo. Surgió el Estúdios Globo, en ese entonces (el Proyecto Jacarepaguá), para albergar los estudios, la administración, producción y dirección, y salir del Jardim Botânico. La grandeza de Estúdios Globo entre la concepción y la inauguración se encuentra en un emprendimiento generacional, teniendo casi quince años en completarse. En la larga transición entre la salida de sus antiguos estudios y la entrada definitiva en Estúdios Globo, la cadena alquiló otros espacios: Atlántida Cine, los estudios Tycoon, los estudios de Herbert Richerts, además de producir algunos programas en el Teatro Fênix.
Actualmente, Estúdios Globo alberga diecisiete estudios ordenados de la A a la J, las ciudades de ficción, la fábrica de escenografías y la casa de Gran Hermano Brasil. Es como una pequeña ciudad con tres bares, un restaurante, bancos.
En febrero de 2007, el director general de la TV Globo, Otávio Florisbal, anunció la ampliación del Estúdios Globo en un 30% hasta 2010. Según él, serán construidos varios estudios, de las cuales, uno será en forma de domo, para grabaciones en 360°, puestos de apoyo a las ciudades escenográficas (que en la actualidad son contenedores prefabricados), un teatro y un edificio administrativo (para áreas como ventas, recursos humanos y comunicación).
Entre 1994 y 1996, SBT construyó el Complejo de Televisión de Anhanguera con 231.000 m², siendo construidos, 85.000 m². En marzo de 2005, la cadena Record, compró los estudios del humorista Renato Aragão y creó un núcleo también en Río de Janeiro, llamado RECNOV, cuya área es de 280.000 m². RedeTV!, comenzó a construir su Centro de Transmisiones Digitales en 2008, inaugurándolo el año siguiente.
En 2011, el director de arte de la Globo, Mario Monteiro anunció: "Hoy sorprendemos a los extranjeros con la calidad de nuestra producción. Pero para alcanzar a Hollywood, solo falta tener más tiempo en producción. Perseguimos eso. aseveró y había asegurado la ampliación de estudios globales. El proyecto es la ampliación en cuatro estudios, que ocupan 300.000 m², haciendo que la zona del Estúdios Globo pasar de 1,6 millones de metros cuadrados a 1,9 millones de metros cuadrados, acercándose a 2 millones de m². Incluso el director general de la competencia de la Globo, Edson Pimentel dijo: "No pensamos sólo en la productividad, somos una industria de los sueños. Trabajamos con pasión."
En 2016, tras casi 21 años de ser inaugurada, pasa a llamarse de forma oficial (en 2015, de forma popular), Estúdios Globo."

## El Complejo
Hay diez estudios de grabación, que tienen las letras de la A a la J. Seis de ellos tienen mil metros cuadrados cada uno, y los otros cuatro, 560 metros cuadrados. A la izquierda del Complejo, está el Estudio E, que es escenario del programa Caldeirão do Huck y de programas afines. Al lado, quedan los cuatro estudios de Telenovelas. Más a la derecha, son los estudios más pequeños, que se utilizan para las series. Los módulos laterales son los camerinos.
Las ciudades de ficción ocupan una superficie de 160 mil metros cuadrados. Una gran nave alberga la fábrica de escenografías. Allí, se confeccionan fachadas e interiores desmontables, que estarán en escena. El Palacio de la Escenografía es vecina de la Fábrica. Aquí están los escenógrafos, rodeado de dibujos e imágenes de sus creaciones. Un poco más adelante, se encuentra el mayor restaurante. El patio de comidas, tiene tres bares y un restaurante. Es común ver a los famosos en los intervalos entre las grabaciones. La casa de Gran Hermano Brasil se encuentra en un rincón del Complejo, aislado. La entrada al sitio es muy rígida, y sólo las personas autorizadas pueden entrar. Muchos fanáticos y curiosos se acostumbran a entrar por el Portón 3, donde los artistas vienen para pedir autógrafos y tomarse fotos. Por el Portón 4, normalmente ingresan candidatos a audicionar para la estación, y los extras.